# Cirolana mercuryi
Cirolana mercuryi is een pissebed uit de familie Cirolanidae. De wetenschappelijke naam van de soort is voor het eerst geldig gepubliceerd in 2004 door Niel L. Bruce.
De soort werd ontdekt in koraalrif nabij Zanzibar. Ze is genoemd naar Freddie Mercury (Farrokh Bulsara), de zanger van Queen, die op Zanzibar is geboren.